# Nam vương Siêu quốc gia 2018
Nam vương Siêu quốc gia 2018 là cuộc thi Nam vương Siêu quốc gia lần thứ 3 được tổ chức vào ngày 8 tháng 12 năm 2018 tại Sân vận động MOSiR, Krynica-Zdrój, Ba Lan. Gabriel Correa đến từ Venezuela đã trao lại danh hiệu cho người kế nhiệm, Prathamesh Maulingkar đến từ Ấn Độ.

## Kết quả

### Thứ hạng
| Kết quả                      | Thí sinh |
| ---------------------------- | --- |
| Nam vương Siêu quốc gia 2018 | - Ấn Độ - Prathamesh Maulingkar |
| Á vương 1                    | - Ba Lan - Jakub Kucner |
| Á vương 2                    | - Brasil - Samuel Costa |
| Á vương 3                    | - Thái Lan - Kevin Dasom |
| Á vương 4                    | - Hà Lan - Ennio Fafieanie |
| Top 10                       | - Hoa Kỳ - Nicholas Kotselas - Na Uy - Mathias Duma - Cộng hòa Dominica - Daniel Sicheneder - Slovakia - Jan Palko - Sri Lanka - Tymeron Carvalho |
| Top 20                       | - Curaçao - Quinton Martina - Tây Ban Nha - Fabián Pérez - Philippines - Marco Poli - Malta - Benoit Bartolo - México - Alejandro García - Myanmar - Ellis Lwin § - Panama - Ryan Stone - Puerto Rico - José Alfredo - Cộng hòa Séc - Jakub Kochta - Nga - Mikhail Baranov |

- § Thí sinh chiến thắng giải thưởng Mister Supra Fan Vote.

### Thứ tự công bố
| 1. Puerto Rico 2. Brasil 3. India 4. Malta 5. Hà Lan 6. USA 7. Thái Lan 8. Sri Lanka 9. Ba Lan 10. Curacao 11. Cộng hòa Séc 12. Mexico 13. Na Uy 14. Panama 15. Myanmar 16. Cộng hòa Dominica 17. Philippines 18. Tây Ban Nha 19. Nga | 1. Ấn Độ 2. Thái Lan 3. Hà Lan 4. Sri Lanka 5. Slovakia 6. Cộng hòa Dominica 7. USA 8. Ba Lan 9. Na Uy 10. Brasil |

### Nam vương Châu lục
| Danh hiệu                           | Thí sinh                                           |
| ----------------------------------- | -------------------------------------------------- |
| Nam vương Siêu quốc gia châu Phi    | - Togo - Kwassy Adjamah                            |
| Nam vương Siêu quốc gia châu Mỹ     | - Hoa Kỳ - Nicholas Kotselas                       |
| Nam vương Siêu quốc gia châu Á      | - Sri Lanka - Tymeron Huban Carvalho               |
| Nam vương Siêu quốc gia châu Âu     | - Slovakia - Ján Palko                             |
| Nam vương Siêu quốc gia vùng Caribê | - Cộng hòa Dominica - Daniel Sicualityer Rodríguez |
| Nam vương Siêu quốc gia châu Úc     | - New Caledonia - Kevin Aubry                      |

### Các giải thưởng đặc biệt
| Giải thưởng                                                    | Thí sinh                        |
| -------------------------------------------------------------- | ------------------------------- |
| Mister Photogenic (Nam vương Ảnh)                              | - Malta - Benoit Bartolo        |
| Mister Personality (Nam vương Phong cách)                      | - Togo - Kwassy Adjamah         |
| Best Body (Nam vương có Body đẹp nhất)                         | - Ấn Độ - Prathamesh Maulingkar |
| Best in Formal Wear (Nam vương Trình diễn trang phục đẹp nhất) | - Na Uy - Mathias Duma          |
| Top Model                                                      | - Tây Ban Nha - Fabián Pérez    |
| Mister Friendship (Nam vương thân thiện)                       | - Colombia - Andrés Mejía       |
| Mister Thermaleo                                               | - Hà Lan - Ennio Fafiænie       |
| Mr. Popularity (Nam vương Được yêu thích nhất)                 | - Myanmar - Ellis Lwin          |

### Các thử thách
Thí sinh chiến thắng các Thử thách sẽ được tiến thẳng vào Top 20:
| Thử thách      | Thí sinh                            |
| -------------- | ----------------------------------- |
| Thể thao       | - Puerto Rico - José Alfredo Vargas |
| Tài năng       | - Nga - Mikhail Baranov             |
| Xe đạp leo núi | - Brasil - Samuel Costa             |

## Các thí sinh
39 thí sinh dự thi.
| Quốc gia/vùng lãnh thổ | Thí sinh                       | T.k.   |
| ---------------------- | ------------------------------ | ------ |
| Argentina              | Jorge Piantelli                | [ 4 ]  |
| Ấn Độ                  | Prathamesh Maulingkar          | [ 5 ]  |
| Ba Lan                 | Jakub Kucner                   | [ 6 ]  |
| Bolivia                | Ariel Jhonny Molina Mier       | [ 7 ]  |
| Brasil                 | Samuel Costa                   | [ 8 ]  |
| Canada                 | Aaron Mangat                   | [ 9 ]  |
| Colombia               | Andres Mejia Vallejo           | [ 10 ] |
| Curaçao                | Quinton Martina                | [ 11 ] |
| Cộng hòa Dominica      | Daniel Sicheneder Rodríguez    | [ 12 ] |
| Guinea Xích Đạo        | Jesus Dikuasa                  |        |
| Hawaii                 | Jona Kamoku                    | [ 13 ] |
| Hà Lan                 | Ennio Giosuè Fafieanie         | [ 14 ] |
| Hàn Quốc               | Park Cheong-woo                | [ 15 ] |
| Hoa Kỳ                 | Nicholas Kotselas              | [ 16 ] |
| Indonesia              | Gandhi Fernando                | [ 17 ] |
| Ireland                | Emmette Dillon                 | [ 18 ] |
| Malta                  | Benoît Bartolo                 | [ 19 ] |
| México                 | Alejandro Garcia Torres        | [ 20 ] |
| Myanmar                | Ellis Lwin                     | [ 21 ] |
| Na Uy                  | Mathias Duma                   | [ 22 ] |
| New Caledonia          | Kevin Aubry                    | [ 23 ] |
| Nga                    | Mikhail Baranov                | [ 24 ] |
| Nhật Bản               | Jiro Matsumoto                 | [ 25 ] |
| Panama                 | Ryan Stone                     | [ 26 ] |
| Perú                   | Andres Vilchez                 | [ 27 ] |
| Pháp                   | François-Xavier Herard         | [ 28 ] |
| Philippines            | Marco Poli                     | [ 29 ] |
| Puerto Rico            | José Alfredo Galarza Vargas    | [ 30 ] |
| România                | Emil Popa                      | [ 31 ] |
| Séc                    | Jakub Kochta                   | [ 32 ] |
| Slovakia               | Ján Palko                      | [ 33 ] |
| Sri Lanka              | Tymeron Huban Carvalho         | [ 34 ] |
| Suriname               | Angelo Wijngaarde              | [ 35 ] |
| Tây Ban Nha            | Fabián Pérez Fernández         | [ 36 ] |
| Thái Lan               | Kevin Dasom                    | [ 37 ] |
| Togo                   | Kwassy Adjamah                 | [ 38 ] |
| Trinidad và Tobago     | Suveer Ramsook                 | [ 39 ] |
| Trung Quốc             | Cheng Long                     | [ 40 ] |
| Venezuela              | Jeudiel Enrique Condado Griman | [ 41 ] |

### Dự thi quốc tế khác
| Cuộc thi              | Năm  | Quốc gia/vùng lãnh thổ | Thí sinh    | Thứ hạng              | T.k.   |
| --------------------- | ---- | ---------------------- | ----------- | --------------------- | ------ |
| Manhunt International | 2024 | Thái Lan               | Kevin Dasom | Manhunt International | [ 42 ] |